# Општина Седес
Општина Седес (грч. Δήμος Θέρμης, Димос Термис) је општина у Грчкој. По подацима из 2021. године број становника у општини је био 55.358. Административни центар општине је град Седес.

## Насељена места
Општина Седес је формирана 1. јануара 2011. године спајањем 3 некадашњих административних јединица: Василика, Микра и Седес.
- Општинска јединица Василика: Василика, Лакија, Ливади, Монопигадо, Перистера, Свети Антоније, Света Петка, Суроти.

- Општинска јединица Микра: Трилофос, Горњи Схолари, Доњи Схолари, Кардија, Плајари.

- Општинаск јединица Седес: Седес, Нови Редестос, Прнар, Тагарадес, Филотеи.

## Становништво
| 2011.  | 2021.  |
| ------ | ------ |
| 53.201 | 55.358 |